# Чикагская мафия
Чикагская мафия — преступная семья итало-американской мафии, возникшая в чикагском районе Саут-Сайд в начале XX века. Была самой могущественной и жестокой преступной организацией в Чикаго и на Среднем Западе в целом. В отличие от других мафиозных группировок, таких как «Пять семей» Нью-Йорка, чикагская мафия была единой организацией с момента своего создания. Её влияние на пике своего влияния простиралось до Калифорнии, Флориды и Невады, и она продолжает действовать по всему Среднему Западу Соединённых Штатов и в Южной Флориде, а также в Лас-Вегасе и других частях Юго-Запада Соединенных Штатов. Повышенное внимание правоохранительных органов и общее истощение привели к постепенному упадку Филиала с конца XX века, хотя он по-прежнему остается одной из крупнейших и наиболее активных организованных преступных группировок в Большом Чикаго и на Среднем Западе.
Под руководством Джонни Торрио и Аль Капоне чикагская мафия вела кровавопролитные войны за контроль над распространением нелегального алкоголя во времена «сухого закона». Орагнизация также была вовлечена в ростовщичество, нелегальный игорный бизнес, проституцию, вымогательство, политическую коррупцию и убийства.
Капоне был признан виновным в уклонении от уплаты налогов в 1931 году, и следующим руководителем стал Пол Рикка. Он делил власть с Тони Аккардо с 1943 года до своей смерти в 1972 году; Аккардо стал единственным главой после смерти Рикки и был одним из самых продолжительных боссов всех времен до его смерти в начале 1990-х.